# Ordre du Milan d'or
L'ordre du Milan d'or (金鵄勲章, Kinshi Kunsho) était un ordre japonais établi le 12 février 1890 par l'empereur Meiji « en commémoration de Jimmu Tennō, le Romulus du Japon ». Il fut aboli par les forces alliées en 1947.

## Histoire
L'ordre du Milan d'or était une décoration exclusivement militaire accordé pour bravoure ou bon commandement au combat.
L'ordre comportait 7 classes. Les soldats de rang étaient éligibles de la 7e à la 5e, les sous-officiers, de la 6e à la 4e, les officiers juniors, de la 5e à la 3e, les officiers supérieurs, de la 4e à la 2e et les officiers généraux, de la 3e à la 1re.
Plus de 1 067 492 personnes reçurent cet ordre pendant son existence, surtout des 6es et 7es classes. Seules 41 1res classes et 202 2es classes furent décernées.
Par conflit :
- Guerre sino-japonaise (1894-1895) : approx. 2000
- Guerre russo-japonaise : approx. 109 600
- Première Guerre mondiale : approx. 3000
- Incident de Mukden : approx. 9000
- Guerre sino-japonaise (1937-1945) : approx. 190 000
- Guerre du Pacifique : approx. 630 000

La récompense était accompagnée d'une pension annuelle à vie, fixée en 1916. Après la mort du bénéficiaire, sa famille percevait la pension pendant un an. Si le bénéficiaire mourait moins de 5 ans après avoir reçu la décoration, sa famille percevait la pension jusqu'à la fin de la période de 5 ans. En 1939, les pensions par classe étaient les suivantes :
- 1re classe - 1500 yen
- 2e classe - 1000 yen
- 3e classe - 700 yen
- 4e classe - 500 yen
- 5e classe - 350 yen
- 6e classe - 250 yen
- 7e classe - 150 yen

La paye mensuelle d'un soldat simple de l'armée impériale japonaise était à l'époque de 8 Yen et 80 Sen. La pension annuelle fut cependant abolie en 1940.
La décoration fut parfois attribuée à un groupe. En octobre 1942, l'ordre fut décerné à titre posthume après des cérémonies au sanctuaire de Yasukuni. 995 lauréats à titre posthume avaient été tués dans de lointains combats de la guerre du Pacifique et 3 031 en Chine. Dans ce cas, l'annonce officielle des lauréats par radio fut suivie par les forces alliées en Asie. Le nombre de lauréats à titre posthume fut considéré comme très important par les analystes alliés. Beaucoup de hauts officiers avaient été nommés, en plus de 55 aviateurs de la marine et 9 "membres d'une flottille d'attaque spéciale", probablement l'équipage d'un sous-marin miniature qui avait participé à l'attaque de Pearl Harbor.
L'ordre du Milan d'or fut officiellement aboli par les forces alliées pendant l'occupation du Japon en 1947.

## Symbole

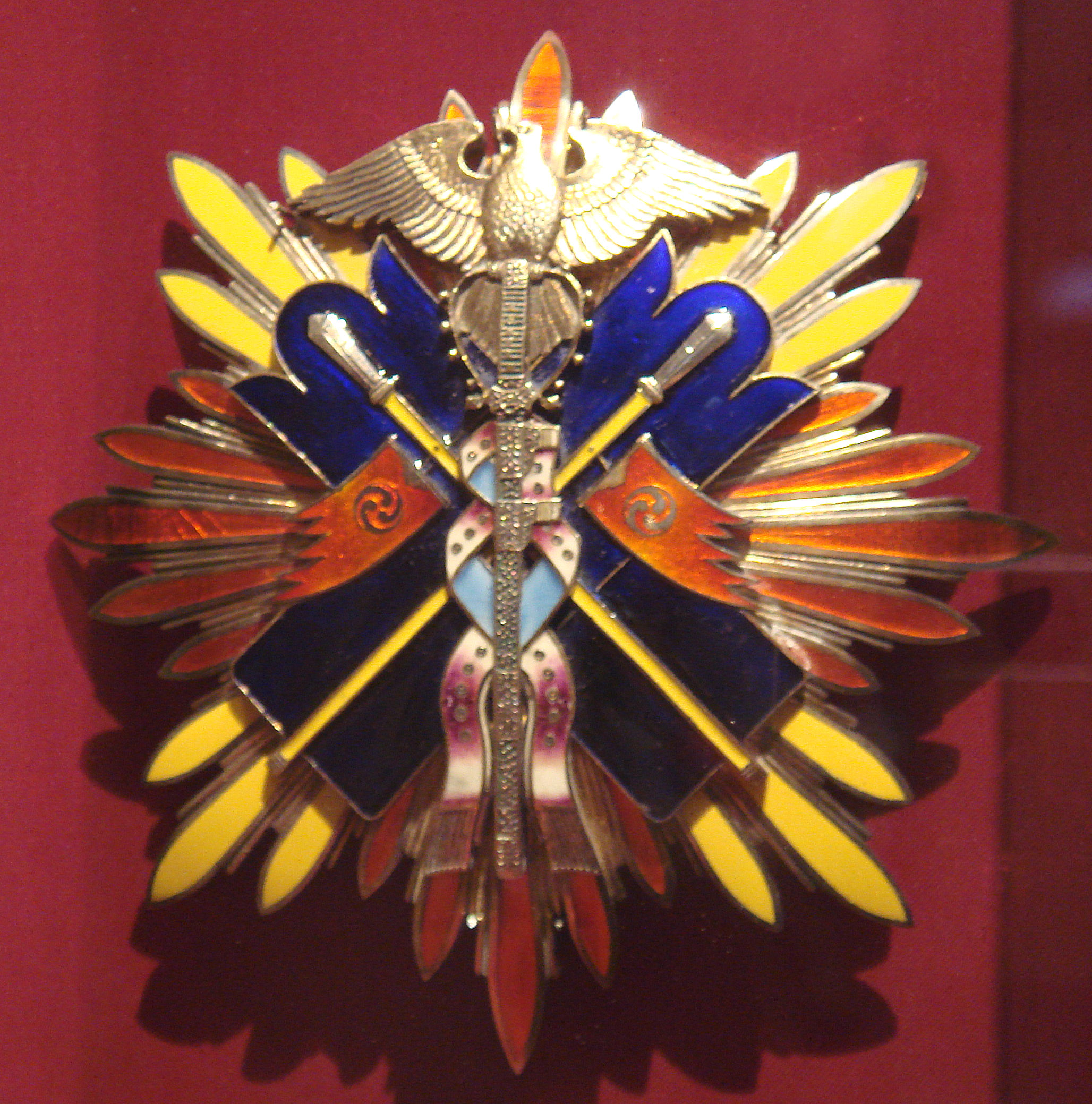
Ordre du Milan doré, plaque de 1re et 2e classe.

La médaille représentait un milan doré, décrit dans l'ancienne chronique japonaise Nihon Shoki comme le messager des Kami qui aida l'empereur Jimmu à vaincre ses ennemis pendant une bataille. L'oiseau se tient sur une étoile à huit branches avec 32 rayons émaillés en rouge. Derrière le milan se croisent deux anciens boucliers samouraï, émaillés en bleu, et deux épées croisées émaillées en jaune avec des poignées en argent. Sur un côté se trouve une hallebarde (émaillé en vert avec des ornements blancs) et le symbole shinto Tomoe sur deux bannières rouges. Le revers est vide.
La médaille était dorée de la 1re à la 5e classe et argentée de la 5e à la 7e. Elle était suspendue à un ruban bleu et vert avec des bandes blanches sur les côtés, porté en écharpe sur l'épaule droite par la 1re classe, en collier par la 2e et 3e classe et sur la poitrine gauche par la 4e et la 5e. Les médailles de 6e et 7e classe n'étaient pas émaillées.
L'étoile de la 1re et 2e classe était similaire à celle de la médaille décrite ci-dessus, mais émaillée en rouge et en jaune. Elle était portée sur la poitrine gauche par la 1re classe et sur la poitrine droite par la 2e classe.

## Voir aussi

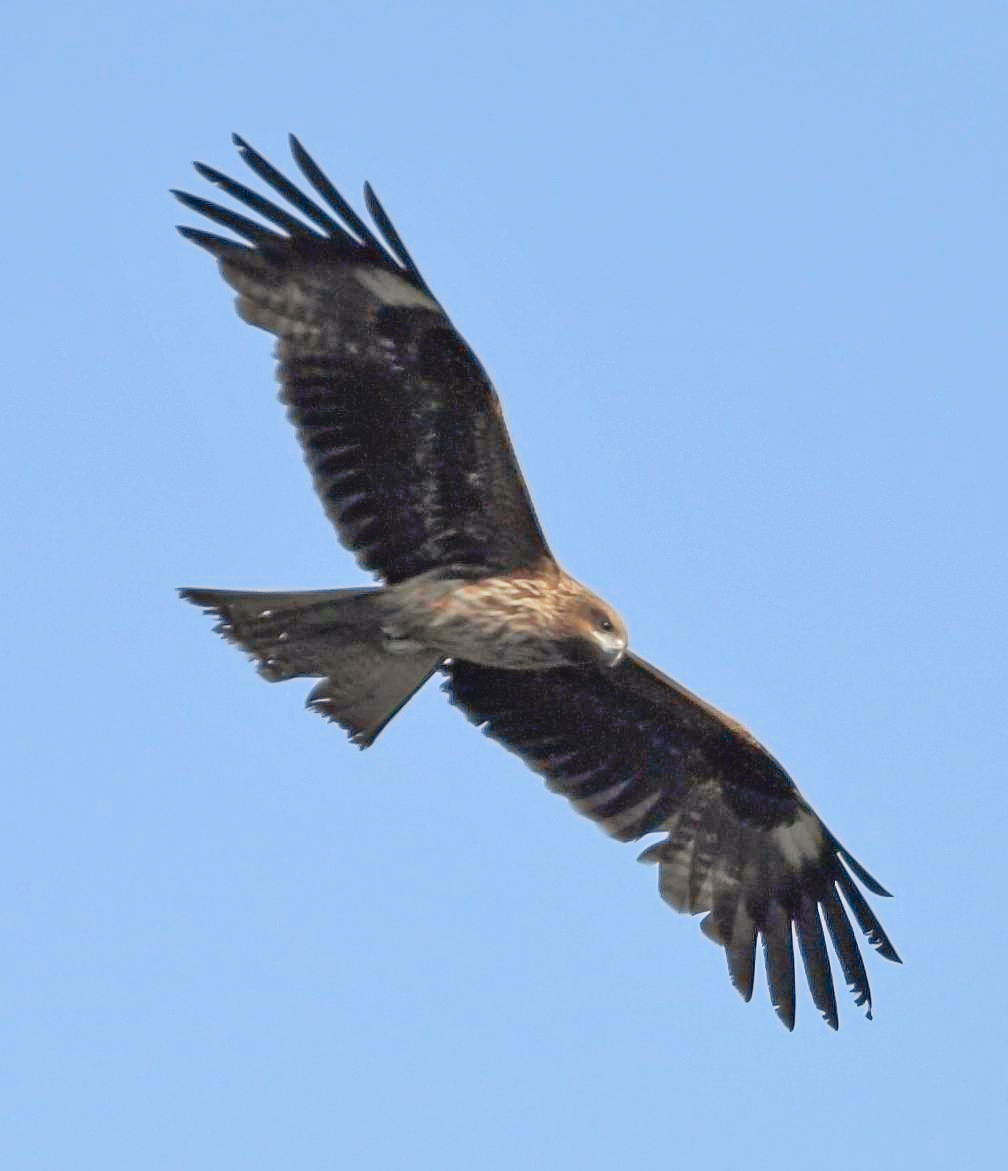
Un milan.

## Quelques récipiendaires

### Première classe
| Armée impériale japonaise - Andō Sadayoshi (1853-1932) - Oku Yasukata (1847–1930). - Ōyama Iwao (1842–1916). - Kamio Mitsuomi (1856-1927). - Kawamura Kageaki (1850–1926). - Kuroki Tamemoto (1844–1923). - Kodama Gentarō (1852–1906). - Terauchi Masatake (1852–1919). - Nishi Kanjirō (1846-1912). - Nogi Maresuke (1849–1912). - Nozu Michitsura (1840–1908). - Hasegawa Yoshimichi (1850–1924). - Yamagata Aritomo (1838–1922). - Yasuji Okamura (1884–1966). - Shigeru Honjō (1876–1945). - Nobuyoshi Mutō (1868–1933). - Hisaichi Terauchi (1879–1946). - Shunroku Hata (1879–1962). - Matsui Iwane (1878–1948). - Hajime Sugiyama (1880–1945). - Toshizo Nishio (1881–1960). - Tomoyuki Yamashita (1885–1946). - Uchiyama Kojirō (1859-1945) | Marine impériale japonaise - Masafumi Arima (1895–1944). - Ijūin Gorō (1852–1921) - Itō Sukeyuki (1843–1914) - Kantarō Suzuki (1868–1948) - Kamimura Hikonojō (1849–1916). - Kataoka Shichirō (1854–1920). - Mineichi Koga (1885–1944). - Chuichi Nagumo (1887–1944). - Koshirō Oikawa (1883–1958). - Tōgō Heihachirō (1848–1934). - Tamon Yamaguchi (1892–1942) - Yamamoto Gonnohyoe (1852–1933). - Isoroku Yamamoto (1884–1943). - Mitsumasa Yonai (1880–1948) |

### Deuxième classe
| Armée impériale japonaise - Ōkubo Haruno (1846-1915) - Ogawa Mataji (1848-1909) - Ōsako Naoharu (1844-1927) - Ōsako Naomichi (1854-1934) - Ōshima Hisanao (1848-1928) - Umezawa Michiharu (1853–1924). - Hayao Tada (1882–1948) - Ichinohe Hyōe (1855-1931) - Inoue Hikaru (1851-1908) - Sadao Araki (1877–1966). - Jun Ushiroku (1884–1973). - Ueda Arisawa (1850-1921) - Yoshinori Shirakawa (1869-1932) | Marine impériale japonaise - Takeo Takagi (1892–1944). - Katō Sadakichi (1861-1927) - Uryū Sotokichi (1857-1937) |

### Troisième classe
| Armée impériale japonaise - Kazushige Ugaki (1868–1956) | Marine impériale japonaise - Kantarō Suzuki (1868–1948) - Yamashita Gentarō (1863-1931) - Yamamoto Shinjiro (1877-1942) |

### Cinquième classe
Armée impériale japonaise
- Masanobu Tsuji (1902–1961)[10].
- Tetsuzō Iwamoto (1916-1955)

### Classe inconnue
Armée impériale japonaise
- Tateo Katō (1903–1942)[11].
- Yasuji Okamura (1884–1966).
- Nagaoka Gaishi (1858-1933)
- Shimamura Hayao (1858-1923)
- Akashi Motojirō (1864-1919)